# 床健
床健（とこけん、1974年12月27日 - ）は、大相撲の床山。本名は西崎健。和歌山県御坊市出身。現在武蔵川部屋所属（所属部屋履歴は武蔵川部屋→藤島部屋→武蔵川部屋）。現在一等床山を務めている。和歌乃山の弟。

## 履歴
- 1990年3月場所 - 採用。
- 1999年以前 - 四等床山。
- 2001年1月場所 - 三等床山に昇進。
- 2011年1月場所 - 二等床山に昇進。
- 2021年1月場所 - 一等床山に昇進。